# Hasik
Hasik o Hasek (àrab: حاسك, Ḥāsik) és una població del Zufar, a Oman, a l'est de Mirbat, al peu de la muntanya del Djabal Nus o Lus. Correspon a la Αφίχων del Periple de la Mar Eritrea.
A la costa se situa la badia de les herbes (Djun al hashish) coneguda també com a badia de Kuria Muria per les illes d'aquest nom, o també com badia d'Hasik. Antigament fou un gran port comercial pel qual s'exportaven els arbres turífers propis de la regió; va mantenir el comerç amb Socotora, però modernament va entrar en decadència fins que les inversions del petroli han permès el desenvolupament. El seu nom popular actual és Suk Hasik, la qual cosa indica que és un mercat.